# Бореальне підцарство

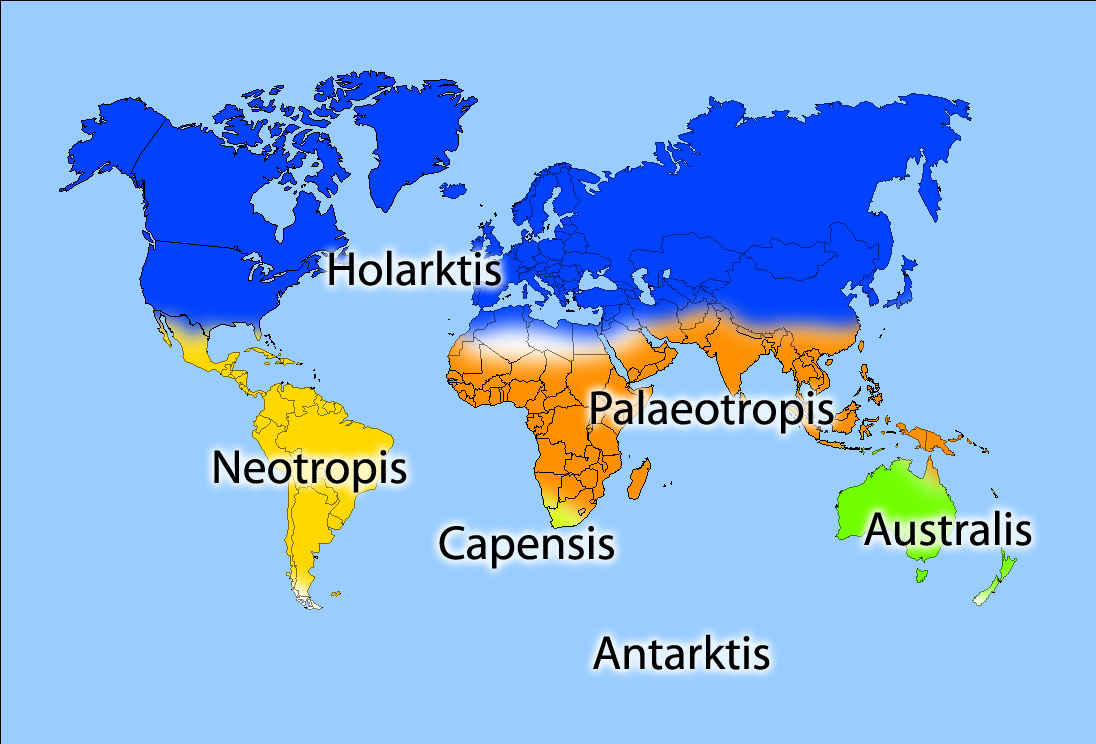
Карта флористичного районування

Бореальне підцарство — частина Голарктичного флористичного царства у флористичному районуванні в біогеографії. До нього входять: Циркумбореальна область, Східноазійська область, Атлантично-північноамериканська область і Область Скелястих гір.
У Голарктиці це — найбільше підцарство, флора його найбагатша, тут більше ендемічних родин, ніж у двох інших. Для деяких його областей характерне велике число древніх і примітивних форм рослинності, реліктів.
Бореальна зона — зона з добре вираженою сніжною зимою і досить теплим коротким літом. В Євразії вона тягнеться від зони тундри до 50° півн. ш., а в Північній Америці — від арктичної зони до 40° півд. ш.

## Виноски
1. ↑  бореальная зона // Экология. Справочник. Архів оригіналу за 27 листопада 2014. Процитовано 3 липня 2015.